# 相阳错
相阳错是一个位于中国四川省白玉县的湖泊，面积约为3平方千米。